# مکرینگ، استرالیای غربی

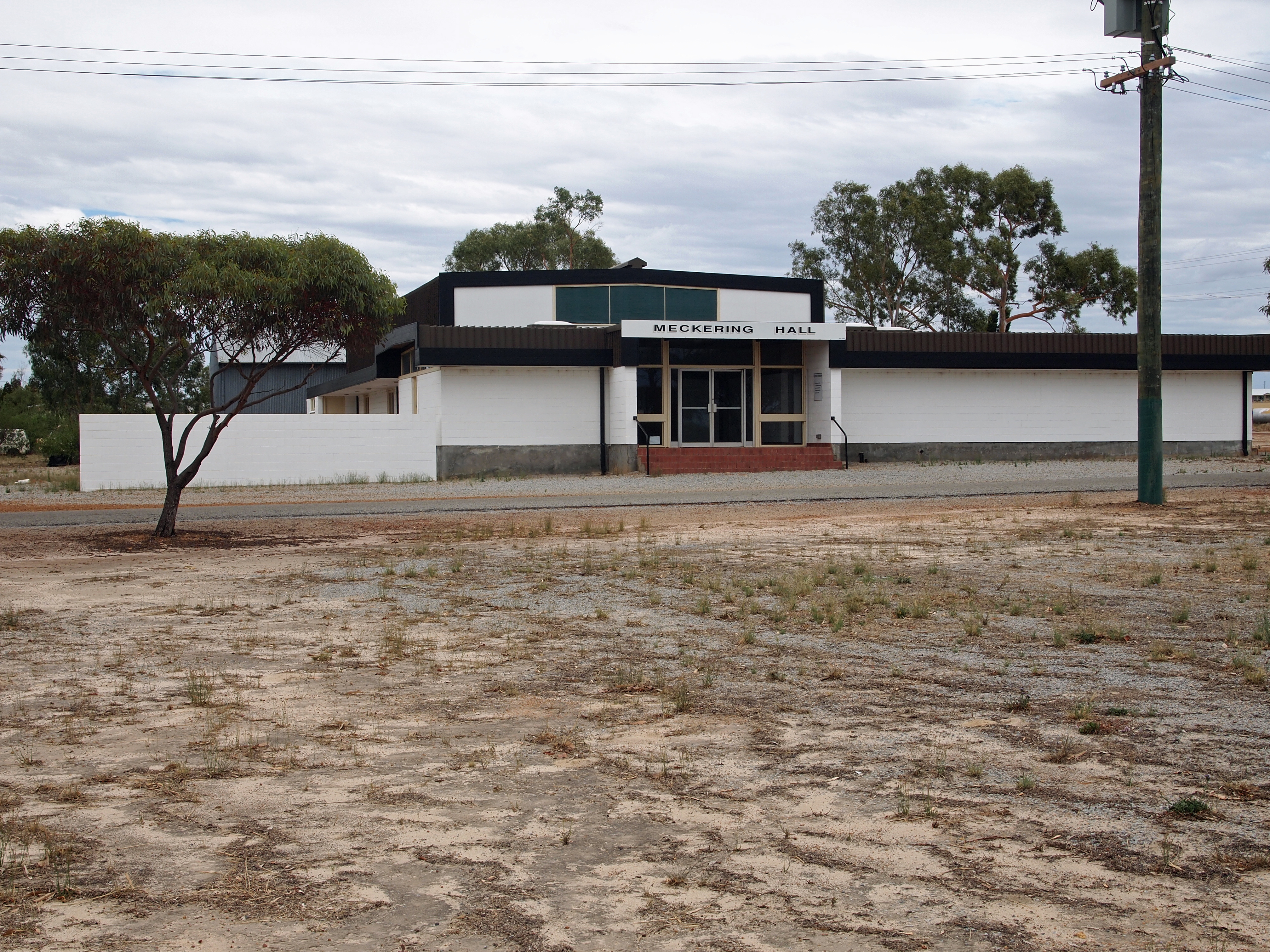
مکرینگ، استرالیای غربی

مکرینگ (به انگلیسی: Meckering) یک شهرک در استرالیا است که در استرالیای غربی واقع شده‌است.